# バニワリード
バニワリード(アラビア語：بني وليد)は、リビア北西部のトリポリタニア地方中央部のミスラタ県の県都。
2013年の人口は約8.5万人。
2007年まではバニワリード県の県都だった。
バニワリードはMerdumワジに面している。
バニワリードにはミスラタ大学のキャンパスの一つが置かれている。

バニワリードはワルファラ族の本拠地である。
ワルファラ族は2011年リビア内戦においてムアンマル・アル＝カッザーフィー支持を貫いており、8月23日の首都トリポリ陥落後もカダフィ政権に忠誠を尽くし、10月17日の陥落まで反カダフィ派のリビア国民評議会軍と戦闘を続けていた。また、新政権発足後もカダフィ支持派による蜂起が起きている。